# Elektriciteitscentrale Klingenberg
Elektriciteitscentrale Klingenberg is een bruinkool-gestookte thermische centrale bij Berlijn in stadsdeel Rummelsburg langs het Oder-Spree-Kanaal.
Energiebedrijf Vattenfall is eigenaar van deze centrale. De primaire brandstof is bruinkool uit de Lausitzer bruinkoolmijnstreek en deze wordt versneld omgezet op aardgas om jaarlijks 600.000 ton aan CO2-uitstoot te sparen.
De centrale in het oosten van Berlijn voorziet ongeveer 300.000 huishoudens van warmte.

## Externe link

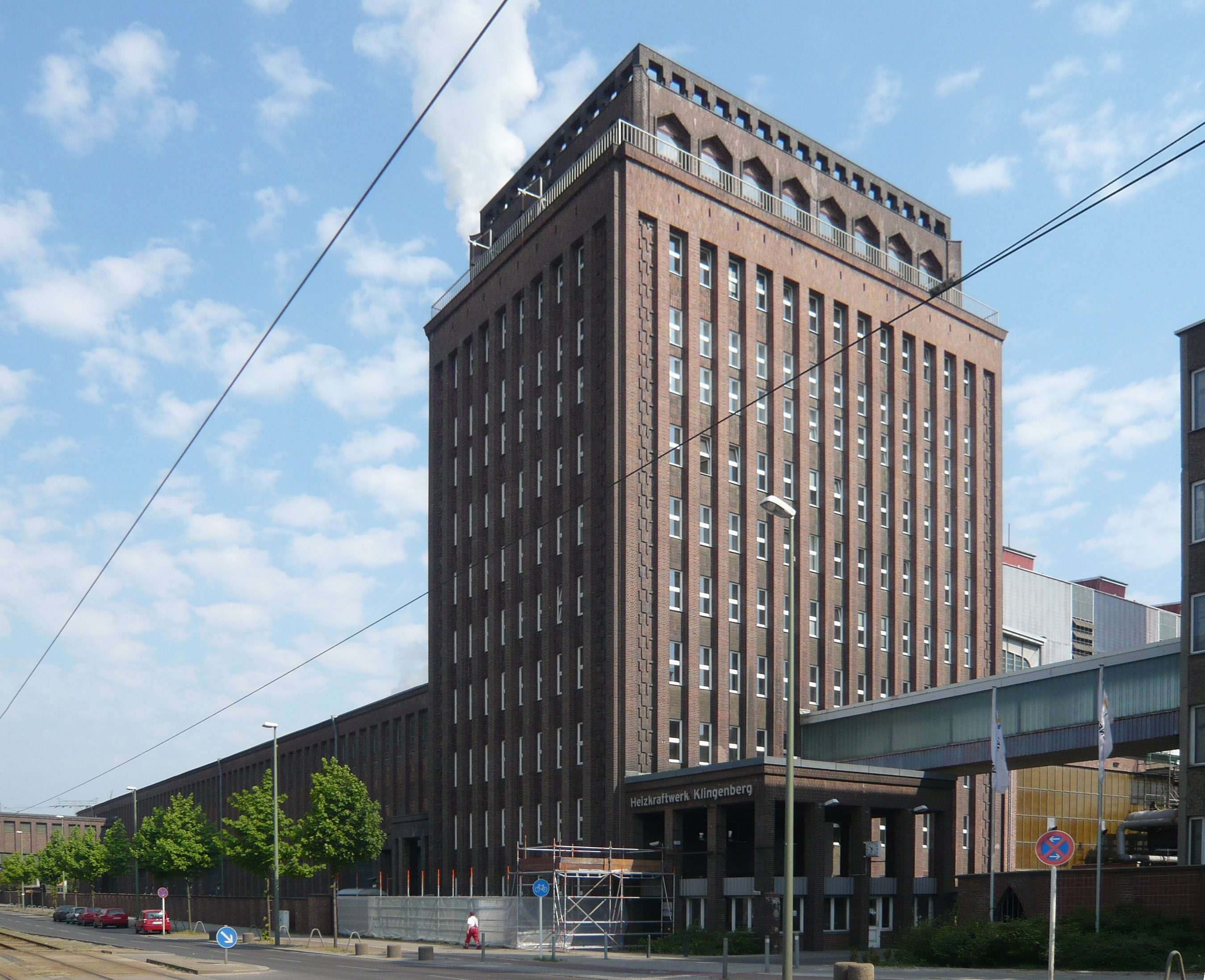
hoofdgebouw en ingang